# Alice blue
Alice blue é um pálido matiz de azure que foi favorecido por Alice Roosevelt Longworth, filha de Theodore Roosevelt e que provocou uma sensação de moda no Estados Unidos.
A canção de sucesso "Alice Blue Gown", inspirada pelo vestido de assinatura Longworth, estreou no musical da Broadway em 1919 Irene. O musical foi transformado em um filme em 1940 estrelado por Anna Neagle e Ray Milland.
A cor é especificada pela Marinha dos Estados Unidos para uso em insígnias e guarnições de navios nomeados para Theodore Roosevelt. "AliceBlue" é também uma das originais X11 nomes de cores de 1987 que se tornou a base para a descrição da cor em Web de autoria.
O nome "Alice Blue" foi registrado em 2001 por uma empresa chamada costume "Alice Blue Fancy Dress & Costume" no Reino Unido, mas a cor do uniforme escolhida por eles não era a correta Alice tom azul, mas sim um rico azul royal.